# Leland Sklar
Leland Sklar   (Milwaukee, 28 de maig de 1947) és un baixista elèctric estatunidenc i músic de sessió. És membre del grup instrumental The Section, amb seu a Los Angeles, que va actuar com a banda de facto de la casa Asylum Records i va ser un dels progenitors del soft rock que va prevaler a la ràdio dels 40 primers anys als anys setanta i vuitanta. A més d’aparèixer com a músic de banda (anomenada the Section) de suport en nombrosos enregistraments d’artistes com Jackson Browne, Carole King, Phil Collins, Linda Ronstadt i James Taylor, amb Section també va publicar tres àlbums en solitari de rock instrumental. Tant a The Section com per separat, Sklar ha col·laborat en més de 2.000 àlbums com a músic de sessió. També ha realitzat gires amb James Taylor, Toto, Phil Collins i altres grans actuacions de rock i pop, i ha enregistrat moltes bandes sonores de pel·lícules i programes de televisió.

## Primers anys i carrera musical
Sklar va estudiar a la California State University, Northridge. Va ser durant aquest temps que va conèixer James Taylor, que el va convidar a tocar el baix en alguns llocs. Tots dos van pensar que l'obra seria a curt termini, però aviat la carrera de Taylor va començar amb els seus primers èxits discogràfics, i Sklar va passar a la llum i se li va demanar que gravés amb altres artistes. A finals dels anys 60 va ser breument el baixista de la banda Wolfgang, que va comptar amb Ricky Lancelotti com a vocalista. No obstant això, els seus únics enregistraments eren pistes de demostració inèdites. Als anys setanta, Sklar va treballar amb tanta freqüència amb el bateria Russ Kunkel, el guitarrista Danny Kortchmar i el teclista Craig Doerge que finalment es van conèixer com "The Section" i van gravar tres àlbums amb aquest nom entre 1972 i 1977.

## Equipament
L’instrument favorit de Sklar és un baix muntat a partir de parts de diversos baixos, que consisteix en un cos Fender Precision Bass, un coll Precision Bass que s'ha rebaixat fins a les proporcions d’un Fender Jazz Bass i està equipat amb trasts de fil de mandolina i dos jocs de pastilles Precision Bass. S'ha utilitzat en gairebé tots els seus enregistraments i es refereix a ell com el "baix de Frankenstein".
El 2004, Sklar va començar a tocar un model exclusiu de cinc cordes de baix fabricat per Dingwall Guitars. Aquest va ser el seu baix principal de gira i també es va utilitzar en diversos enregistraments. El baix utilitza trasts en diversos angles en forma de ventall, que donen lloc a cordes baixes més llargues i cordes altes més curtes.
El 2010, Sklar va començar a tocar un Warwick Star Bass II, que des de llavors s'ha convertit en el seu baix principal a l'estudi.
El 2013, després d’anys d’haver estat usuari de Warwick Star Bass II, es va convertir en referent d’aquest model de baix.
A la fira Winter NAMM 2016, Warwick va anunciar el seu baix signatura Lee Sklar, basat en Wawick Star Bass, però amb una forma del cos compensada i un contorn de l'avantbraç.
Anteriorment, Sklar també tenia instruments d'autor de Gibson i Valley Arts Guitar.